# Jonny O’Mara
Jonny O’Mara (* 2. März 1995 in Arbroath) ist ein ehemaliger britischer Tennisspieler aus Schottland.

## Karriere
Jonny O’Mara spielte zunächst hauptsächlich auf den unterklassigen Turnieren der Future und Challenger Tour. Er konnte einen Einzel- und 16 Doppeltitel auf der Future Tour gewinnen. Seinen ersten Erfolg auf der Challenger Tour feierte er 2017 in Izmir mit seinem Partner Scott Clayton. Sein Gegner Denys Moltschanow und Serhij Stachowskyj mussten das Finale aufgrund einer Verletzung Moltschanows absagen, sodass er kampflos den Doppeltitel gewannen.
2017 kam er in Eastbourne im Doppel durch eine Wildcard zu seiner Premiere auf der ATP World Tour. Zusammen mit Scott Clayton verlor er die erste Runde gegen Diego Schwartzman und Jiří Veselý. Erfolgreicher verlief sein Grand-Slam-Debüt. Ebenfalls an der Seite von Scott Clayton profitierte er in Wimbledon von einer verletzungsbedingten Aufgabe seiner Gegner Paolo Lorenzi und Adrian Mannarino Ende des zweiten Satzes. In der zweiten Runde schied er gegen das topgesetzte Duo Henri Kontinen und John Peers in drei Sätzen aus. Während er im Einzel bislang einmal in den Top 500 stand, erreichte er im Doppel mit Platz 44 seine bislang beste Notierung in der Weltrangliste.
Seit 2023 ist O’Mara nicht mehr auf der Tour aktiv, um sich seiner Trainerkarriere beim schottischen Tennisverband zu widmen.

## Erfolge
| Legende (Anzahl der Siege)  |
| Grand Slam                  |
| ATP World Tour Finals       |
| ATP World Tour Masters 1000 |
| ATP World Tour 500          |
| ATP World Tour 250 (3)      |
| ATP Challenger Tour (9)     |

| ATP-Titel nach Belag |
| Hartplatz (2)        |
| Sand (0)             |
| Rasen (1)            |

### Doppel

#### Turniersiege

##### ATP World Tour
| Nr. | Datum            | Turnier    | Belag         | Partner        | Finalgegner                   | Ergebnis  |
| --- | ---------------- | ---------- | ------------- | -------------- | ----------------------------- | --------- |
| 1.  | 29. Juni 2018    | Eastbourne | Rasen         | Luke Bambridge | Ken Skupski Neal Skupski      | 7:5, 6:4  |
| 2.  | 21. Oktober 2018 | Stockholm  | Hartplatz (i) | Luke Bambridge | Marcus Daniell Wesley Koolhof | 7:5, 7:68 |
| 3.  | 3. Oktober 2021  | Sofia      | Hartplatz (i) | Ken Skupski    | Oliver Marach Philipp Oswald  | 6:3, 6:4  |

##### ATP Challenger Tour
| Nr. | Datum              | Turnier              | Belag         | Partner          | Finalgegner                          | Ergebnis           |
| --- | ------------------ | -------------------- | ------------- | ---------------- | ------------------------------------ | ------------------ |
| 1.  | 23. September 2017 | Izmir                | Hartplatz     | Scott Clayton    | Denys Moltschanow Serhij Stachowskyj | kampflos           |
| 2.  | 24. Februar 2018   | Bergamo              | Hartplatz (i) | Scott Clayton    | Laurynas Grigelis Alessandro Motti   | 5:7, 6:3, [15:13]  |
| 3.  | 8. Juni 2018       | Surbiton (1)         | Rasen         | Luke Bambridge   | Ken Skupski Neal Skupski             | 7:611, 4:6, [10:7] |
| 4.  | 30. September 2018 | Orléans              | Hartplatz (i) | Luke Bambridge   | Yannick Maden Sam Weissborn          | 6:2, 6:4           |
| 5.  | 17. August 2019    | Vancouver            | Hartplatz     | Robert Lindstedt | Treat Huey Adil Shamasdin            | 6:2, 7:5           |
| 6.  | 13. Oktober 2019   | Mouilleron-le-Captif | Hartplatz (i) | Ken Skupski      | Sander Arends David Pel              | 6:1, 6:4           |
| 7.  | 7. November 2021   | Eckental             | Teppich (i)   | Roman Jebavý     | Ruben Bemelmans Daniel Masur         | 6:4, 7:5           |
| 8.  | 11. Juni 2022      | Nottingham           | Rasen         | Ken Skupski      | Julian Cash Henry Patten             | 3:6, 6:2, [16:14]  |
| 9.  | 10. Juni 2023      | Surbiton (2)         | Rasen         | Liam Broady      | Alexei Popyrin Aleksandar Vukic      | 6:4, 5:7, [10:8]   |

#### Finalteilnahmen
| Nr. | Datum            | Turnier           | Belag     | Partner         | Finalgegner                                         | Ergebnis  |
| --- | ---------------- | ----------------- | --------- | --------------- | --------------------------------------------------- | --------- |
| 1.  | 5. Januar 2019   | Pune              | Hartplatz | Luke Bambridge  | Divij Sharan Rohan Bopanna                          | 3:6, 4:6  |
| 2.  | 3. März 2019     | São Paulo         | Sand      | Luke Bambridge  | Federico Delbonis Máximo González                   | 4:6, 3:6  |
| 3.  | 5. Mai 2019      | Estoril           | Sand      | Luke Bambridge  | Fabrice Martin Jérémy Chardy                        | 5:7, 6:73 |
| 4.  | 29. Februar 2020 | Santiago de Chile | Sand      | Marcelo Arévalo | Roberto Carballés Baena Alejandro Davidovich Fokina | 6:73, 1:6 |

## Abschneiden bei Grand-Slam-Turnieren

### Doppel
| Turnier         | 2017 | 2018 | 2019 | 2020 | 2021 | 2022 | 2023 | Karriere |
| --------------- | ---- | ---- | ---- | ---- | ---- | ---- | ---- | -------- |
| Australian Open | —    | —    | 2    | VF   | 1    | 2    | —    | VF       |
| French Open     | —    | —    | 1    | 2    | 1    | AF   | —    | AF       |
| Wimbledon       | 2    | 1    | 1    |      | 1    | AF   | 1    | AF       |
| US Open         | —    | —    | AF   | 1    | AF   | 1    | —    | AF       |

### Mixed
| Turnier         | 2019 | 2020 | 2021 | 2022 | 2023 | Karriere |
| --------------- | ---- | ---- | ---- | ---- | ---- | -------- |
| Australian Open | —    | —    | —    | —    | —    | —        |
| French Open     | —    |      | —    | —    | —    | —        |
| Wimbledon       | 1    |      | 1    | VF   | HF   | HF       |
| US Open         | —    |      | —    | —    | —    | —        |

Zeichenerklärung: S = Turniersieg; F, HF, VF, AF = Einzug ins Finale / Halbfinale / Viertelfinale / Achtelfinale; 1, 2, 3 = Ausscheiden in der 1. / 2. / 3. Hauptrunde; nicht ausgetragen